# Шаосинский метрополитен
Шаосинский метрополитен — действующая система метрополитена в городе Шаосине, Китай.

## История
Строительство было начато в 2016 году. Европейская колея = 1435 мм. Всего 54,4 км.
Метро было открыто 28 июня 2021 года. 28 июня был открыт участок от станции Гунянцяо до станции Китайский текстильный город.

## Линии

### Линия 1
Строительство линии 1 началось в 2016 году. Участок от Гунянцяо до Китайский текстильный город открылся 28 июня 2021 года, оставшийся участок от Китайский текстильный город до Фанцюань открылся 29 апреля 2022 года. Ветка от города Хуанцзю до выставочного и конференц-центра откроется в 2024 году.
Западная конечная станция Гунянцяо также является восточной конечной 5-й линии метро Ханчжоу.
В будущем линия 1 метро Шаосин и линия 5 метро Ханчжоу сольются с линией 5 метро Ханчжоу.

### Перспектива
План строительства этапа II Шаосинского метрополитена, включая линию 2 и линии 3, 4, 5, находится в стадии планирования. Линия 4 является южным продолжением ветки линии 1, которая в настоящее время находится в стадии строительства.
Линии S2 (Шаосин — Чжуцзи) и S3 (Шаосин — Шэнчжоу — Синьчан) находятся в стадии планирования.